# Fontanella (Autriche)
Pour les articles homonymes, voir Fontanella.

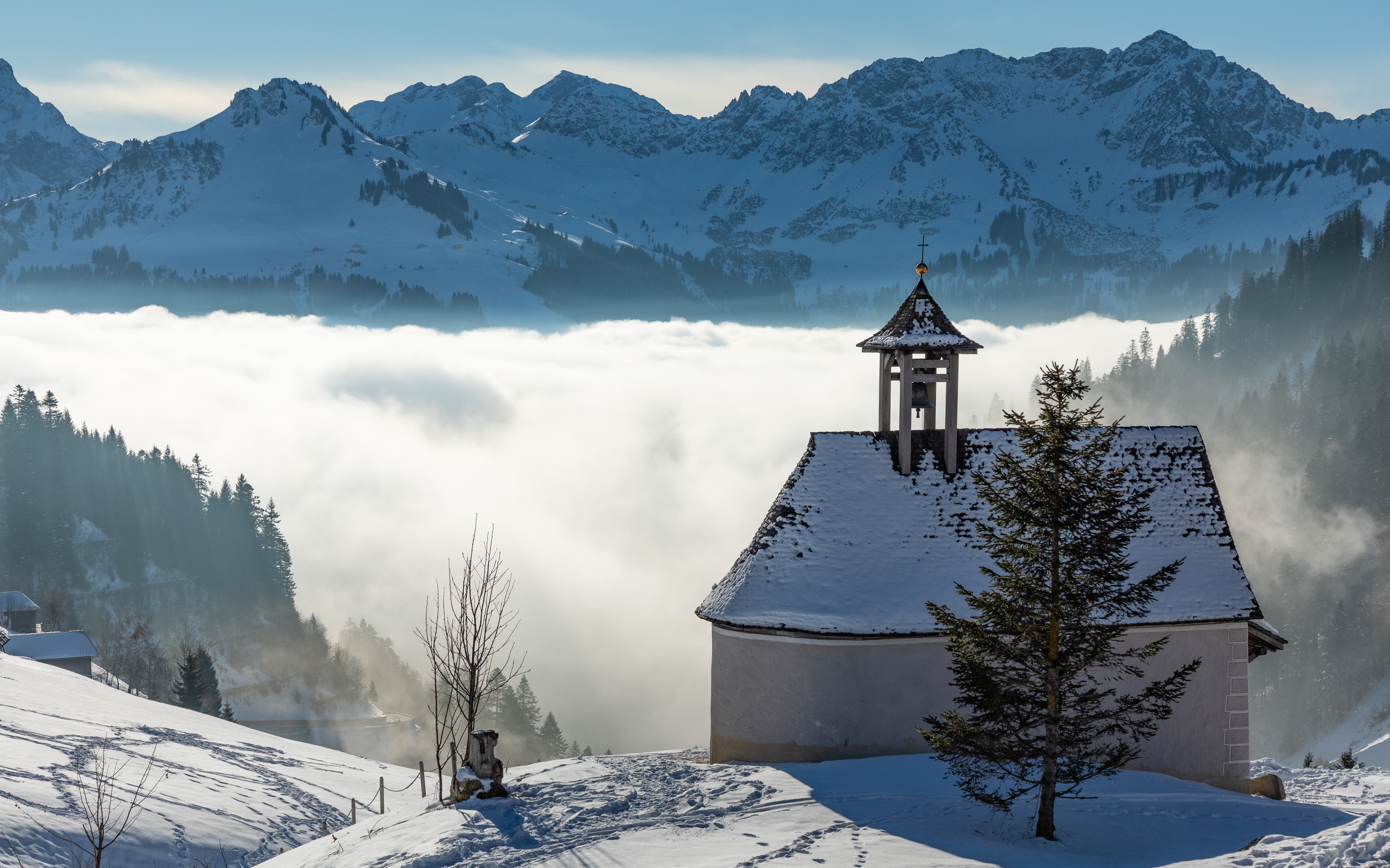
La Kapelle hl. Anna (Fontanella). Janvier 2021.

Fontanella est une commune autrichienne du district de Bludenz dans le Vorarlberg.